# تعاون المستندات
التعاون في المستندات والملفات (بالإنجليزية: Document collaboration) هي أدوات أو أنظمة يتم إعدادها لمساعدة العديد من الأشخاص على العمل معًا في مستند أو ملف لتحقيق إصدار نهائي، فإن التعاون في المستند أو الملف اليوم هو نظام يسمح للأشخاص بالتعاون عبر مواقع مختلفة باستخدام الإنترنت، أو عبر السحابة، مثل ويكيبيديا.